# Adrien Bongiovanni
Adrien Bongiovanni (ur. 20 września 1999 w Seraing) – belgijski piłkarz włoskiego pochodzenia występujący na pozycji pomocnika w monakijskim klubie Monaco. Wychowanek Standard Liège, w trakcie swojej kariery grał także w takich zespołach, jak Cercle Brugge, Béziers oraz Den Bosch. Młodzieżowy reprezentant Belgii.